# Campionati europei di canoa slalom 2022
I Campionati europei di canoa slalom 2022 (ufficialmente 2022 European Canoe Slalom Championships) sono stati la 23ª edizione della competizione continentale. Si sono svolti dal 26 al 29 maggio 2022 presso lo Ondrej Cibak Whitewater Slalom Course di Liptovský Mikuláš in Slovacchia.

## Podi

### Uomini
| Evento               | Oro                                                | Punti  | Argento                                                | Punti  | Bronzo                                           | Punti  |
| C1                   | Benjamin Savšek (SLO)                              | 100.44 | Sideris Tasiadis (DEU)                                 | 101.01 | Miquel Travé (ESP)                               | 102.17 |
| C1 team              | Germania Sideris Tasiadis Franz Anton Timo Trummer | 107.94 | Polonia Grzegorz Hedwig Kacper Sztuba Michał Wiercioch | 110.88 | Spagna Luis Fernández Miquel Travé Ander Elosegi | 112.39 |
| K1                   | Jiří Prskavec (CZE)                                | 96.35  | Giovanni De Gennaro (ITA)                              | 97.67  | Felix Oschmautz (AUT)                            | 99.45  |
| K1 team              | Rep. Ceca Jiří Prskavec Ondřej Tunka Vít Přindiš   | 99.40  | Polonia Michał Pasiut Jakub Brzeziński Dariusz Popiela | 101.09 | Germania Hannes Aigner Noah Hegge Stefan Hengst  | 101.47 |
| Extreme Canoe Slalom | Jan Rohrer (SUI)                                   |        | Mario Leitner (AUT)                                    |        | Felix Oschmautz (AUT)                            |        |

### Donne
| Evento               | Oro                                                         | Punti  | Argento                                                          | Punti  | Bronzo                                                        | Punti  |
| C1                   | Mallory Franklin (GBR)                                      | 113.35 | Marjorie Delassus (FRA)                                          | 115.07 | Tereza Fišerová (CZE)                                         | 115.77 |
| C1 team              | Slovacchia Emanuela Luknárová Zuzana Paňková Soňa Stanovská | 131.13 | Francia Laurène Roisin Marjorie Delassus Lucie Baudu             | 132.57 | Rep. Ceca Gabriela Satková Tereza Fišerová Martina Satková    | 132.81 |
| K1                   | Stefanie Horn (ITA) Eliška Mintálová (SVK)                  | 107.24 | -                                                                |        | Mallory Franklin (GBR)                                        | 110.29 |
| K1 team              | Francia Camille Prigent Romane Prigent Emma Vuitton         | 115.30 | Template:GBR2 Kimberley Woods Mallory Franklin Megan Hamer-Evans | 118.64 | Polonia Klaudia Zwolińska Natalia Pacierpnik Dominika Brzeska | 121.23 |
| Extreme Canoe Slalom | Tereza Fišerová (CZE)                                       |        | Mallory Franklin (GBR)                                           |        | Ajda Novak (SLO)                                              |        |

## Medagliere
| Posiz. | Nazione     | Oro | Argento | Bronzo | Totale |
| ------ | ----------- | --- | ------- | ------ | ------ |
| 1      | Rep. Ceca   | 3   | 0       | 2      | 5      |
| 2      | Slovacchia  | 2   | 0       | 0      | 2      |
| 3      | Regno Unito | 1   | 2       | 1      | 4      |
| 4      | Francia     | 1   | 2       | 0      | 3      |
| 5      | Germania    | 1   | 1       | 1      | 3      |
| 6      | Italia      | 1   | 1       | 0      | 2      |
| 7      | Slovenia    | 1   | 0       | 1      | 2      |
| 8      | Svizzera    | 1   | 0       | 0      | 1      |
| 9      | Polonia     | 0   | 2       | 1      | 3      |
| 10     | Austria     | 0   | 1       | 2      | 3      |
| 11     | Spagna      | 0   | 0       | 2      | 2      |
| Totale | Totale      | 11  | 9       | 10     | 30     |